# 丹麥的索菲·海德薇格
丹麥的索菲·海德薇格（丹麥語：Sophie Hedevig af Danmark，1677年8月28日—1735年3月13日），丹麥國王克里斯蒂安五世的女兒。
索菲·海德薇格曾先後被考慮作為薩克森的約翰·格奧爾格四世、奧地利的約瑟夫一世以及瑞典的卡爾十二世的妻子，但這些婚姻協商並不成功，因此她終生未婚。1735年，索菲·海德薇格於哥本哈根的夏洛特堡宮去世。